# Bogdan Dobrev
Bogdan Dobrev (búlgar: Богдан Добрев)  (valor desconegut, 29 de juliol de 1957) és un remer búlgar, ja retirat, que va competir durant les dècades de 1970 i 1980.
El 1980 va prendre part en els Jocs Olímpics d'Estiu de Moscou, on va guanyar la medalla de bronze en la competició del quàdruple scull del programa de rem. Formà equip amb Mintxo Nikolov, Ivo Roussev i Liubomir Petrov. Durant la seva carrera esportiva va participar en diverses edicions del Campionat del Món de rem, competició en què destaca la medalla de bronze aconseguida el 1977.